# Красний Острів (Новосибірська область)
Красний Острів (рос. Красный Остров) — село у Баганському районі Новосибірської області Російської Федерації.
Входить до складу муніципального утворення Палецька сільрада. Населення становить 118 осіб (2010).

## Історія
Згідно із законом від 2 червня 2004 року органом місцевого самоврядування є Палецька сільрада.

## Населення
| 2002 | 2007 | 2010 |
| ---- | ---- | ---- |
| 148  | ↗153 | ↘118 |